# 해리 포터 (영화 시리즈)
《해리 포터》(영어: Harry Potter)는 J. K. 롤링의 동명 소설을 원작으로 한 영국, 미국의 영화 시리즈이다. 이 시리즈는 워너 브라더스 픽처스에서 배급한 판타지 영화로 2001년 《해리 포터와 마법사의 돌》부터 2011년 《해리 포터와 죽음의 성물 2》까지 제작되었다. 전 세계적으로 77억 230만 달러의 두 번째로 높은 수익률을 자랑하는 영화 시리즈로 그중 2편과 4~8편은 '영화 매출 순위 100위'안에 드는 기록을 세운 영화다.
이 시리즈의 메인 프로듀서는 데이비드 헤이먼이며 주연 배우로는 다니엘 래드클리프, 루퍼트 그린트와 엠마 왓슨으로 이들 주인공 세 명이 연기한 역할은 해리 포터, 론 위즐리와 헤르미온느 그레인저이다. 시리즈의 네 명의 감독으로는 크리스 콜럼버스, 알폰소 쿠아론, 마이크 뉴얼, 데이비드 예이츠이다. 총 8편의 영화의 각본은 스티브 클로브스가 맡았고, 《해리 포터와 불사조 기사단》(2007)만은 마이클 골든버그가 작업을 했다. 해리 포터의 모험을 다루는 중심 스토리에서 그의 최대의 숙적인 볼드모트와의 최후의 대결까지 그려내는 데 10년이 걸렸다.

## 메인 시리즈
- 해리 포터와 마법사의 돌 (영화) (2001)
- 해리 포터와 비밀의 방 (영화) (2002)
- 해리 포터와 아즈카반의 죄수 (영화) (2004)
- 해리 포터와 불의 잔 (영화) (2005)
- 해리 포터와 불사조 기사단 (영화) (2007)
- 해리 포터와 혼혈 왕자 (영화) (2009)
- 해리 포터와 죽음의 성물 1부 (2010)
- 해리 포터와 죽음의 성물 2부 (2011)

## 개봉
시리즈의 첫 번째 4권의 소설에 대한 권리는 워너 브라더스에 판매되었다. 저자 J. K. 롤링은 100만 파운드를 받았다. 2000년 7월 네 번째 책의 출시 후, 첫 번째 영화 《해리 포터와 마법사의 돌》은 2001년 11월 16일 개봉되었다. 이 영화는 미국에서만 9,000만 달러의 오프닝 주말 수익을 벌어들이며 전 세계적으로 최고 오프닝을 기록했다. 팬들과 비평가로부터 긍정적인 평가를 받아 대성황리에 상영되는 동안 다음의 세 편의 영화 제작이 차례대로 이뤄졌다. 다섯 번째 영화 《해리 포터와 불사조 기사단》이 워너 브라더스 배급으로 개봉되었다. 2007년 7월 12일에 개봉된 영국과 아일랜드를 제외한 영어권 국가에서는 2007년 7월 11일에 개봉되었다. 여섯 번째 영화 《해리 포터와 혼혈 왕자》는 2009년 7월 15일 개봉되었고, 2009년에 개봉된 영화 중에서 흥행 수익 2위를 기록했다.
마지막 소설 《해리 포터와 죽음의 성물》은 2부작으로 나눠져 제작 되었고, 1부는 2010년 11월 19일, 2부는 2011년 7월 15일에 개봉되었다. 1부는 당초 3D와 2D로 개봉될 예정이였는데, 워너 브라더스의 3D 전환 과정의 지연으로 영화는 2D와 IMAX로 개봉되었다. 이후 2부는 원래 계획대로 2D와 3D로 개봉되었다.

## 평가
| 영화                        | 로튼 토마토    | 메타크리틱   | 시네마스코어 |
| --------------------------- | -------------- | ------------ | ------------ |
| 해리 포터와 마법사의 돌     | 80% (191 리뷰) | 64 (35 리뷰) | A            |
| 해리 포터와 비밀의 방       | 82% (216 리뷰) | 63 (35 리뷰) | A+           |
| 해리 포터와 아즈카반의 죄수 | 91% (244 리뷰) | 82 (40 리뷰) | A            |
| 해리 포터와 불의 잔         | 88% (229 리뷰) | 81 (38 리뷰) | A            |
| 해리 포터와 불사조 기사단   | 79% (241 리뷰) | 71 (37 리뷰) | A-           |
| 해리 포터와 혼혈왕자        | 84% (263 리뷰) | 78 (36 리뷰) | A-           |
| 해리 포터와 죽음의 성물 1   | 78% (259 리뷰) | 65 (42 리뷰) | A            |
| 해리 포터와 죽음의 성물 2   | 96% (283 리뷰) | 87 (41 리뷰) | A            |

### 박스 오피스
2015년 기준, 해리 포터 영화 프랜차이즈는 총 8편의 영화가 전 세계적으로 7억 7,230만 달러의 수익을 거둬 마블 시네마틱 유니버스에 이어 두 번째로 높은 수익률을 자랑하는 영화 프랜차이즈이다. 이는 22편의 《제임스 본드》 영화와 6편의 《스타워즈》 프랜차이즈보다도 높은 기록이다. 크리스 콜럼버스 감독의 《해리 포터와 마법사의 돌》은 2002년 발표에 따르면, 전 세계적으로 가장 높은 수익률을 기록한 해리 포터 영화였지만, 데이비드 예이츠 감독의 《해리 포터와 죽음의 성물 2》으로 기록이 깨졌으며 이와 반대로 알폰소 쿠아론 감독의 《해리 포터와 아즈카반의 죄수》는 가장 낮은 수익을 거둔 영화이다.
| 영화                            | 개봉일             | 박스 오피스    | 박스 오피스  | 박스 오피스               | 박스 오피스    | 출처                               |
| 영화                            | 개봉일             | 전 세계        | 영국         | 북미                      | 기타 국가      | 출처                               |
| ------------------------------- | ------------------ | -------------- | ------------ | ------------------------- | -------------- | ---------------------------------- |
| 《해리 포터와 마법사의 돌》     | - 2001년 11월 16일 | $974,755,371   | £66,096,060  | $317,575,550 (55,913,000) | $657,179,821   | [ 32 ] [ 33 ] [ 33 ] [ 34 ] [ 35 ] |
| 《해리 포터와 비밀의 방》       | - 2002년 11월 14일 | $878,979,634   | £54,780,731  | $261,988,482 (45,093,000) | $616,991,152   | [ 34 ] [ 35 ] [ 36 ] [ 37 ]        |
| 《해리 포터와 아즈카반의 죄수》 | - 2004년 5월 31일  | $796,688,549   | £45,615,949  | $249,541,069 (40,184,000) | $547,147,480   | [ 34 ] [ 35 ] [ 38 ]               |
| 《해리 포터와 불의 잔》         | - 2005년 11월 18일 | $896,911,078   | £48,328,854  | $290,013,036 (45,244,000) | $606,898,042   | [ 34 ] [ 35 ] [ 39 ] [ 40 ]        |
| 《해리 포터와 불사조 기사단》   | - 2007년 7월 11일  | $939,885,929   | £49,136,969  | $292,004,738 (42,443,000) | $647,881,191   | [ 34 ] [ 35 ] [ 41 ] [ 42 ]        |
| 《해리 포터와 혼혈 왕자》       | - 2009년 7월 15일  | $934,416,487   | £50,713,404  | $301,959,197 (40,261,000) | $632,457,290   | [ 34 ] [ 35 ] [ 43 ] [ 44 ]        |
| 《해리 포터와 죽음의 성물 1》   | - 2010년 11월 19일 | $960,283,305   | £52,364,075  | $295,983,305 (37,500,000) | $664,300,000   | [ 34 ] [ 35 ] [ 45 ] [ 46 ] [ 47 ] |
| 《해리 포터와 죽음의 성물 2》   | - 2011년 7월 15일  | $1,341,511,219 | £73,094,187  | $381,011,219 (56,000,000) | $960,500,000   | [ 35 ] [ 47 ] [ 48 ]               |
| 합계                            | 합계               | $7,723,431,572 | £440,269,736 | $2,390,076,596            | $5,333,354,976 | [ 49 ]                             |

## 수상 및 후보
| 영화                        | 아카데미상 후보          | 후보자 | 개최   |
| --------------------------- | ------------------------ | --- | ------ |
| 해리 포터와 마법사의 돌     | 미술상 의상상 음악상     | 스투어트 크레그와 스테프니 맥밀런 주디아나 마코브스키 존 윌리엄스                                                            | 제74회 |
| 해리 포터와 아즈카반의 죄수 | 음악상 음향효과상        | 존 윌리엄스 로저 규옛, 팀 버크, 존 리처드슨과 빌 조지                                                                        | 제77회 |
| 해리 포터와 불의 잔         | 미술상                   | 스투어트 크레그와 스테프니 맥밀런                                                                                            | 제78회 |
| 해리 포터와 혼혈 왕자       | 촬영상                   | 브뤼노 델보넬 | 제82회 |
| 해리 포터와 죽음의 성물 1부 | 미술상 음향효과상        | 스투어트 크레그와 스테프니 맥밀런 팀 버크, 존 리처드슨, 크리스티안 맨즈와 니컬러스 아이사디                                  | 제83회 |
| 해리 포터와 죽음의 성물 2부 | 미술상 분장상 음향효과상 | 스투어트 크레그와 스테프니 맥밀런 닉 더드먼, 어맨다 나이트와 리사 톰린 팀 버크, 데이비드 비커리, 그레그 버틀러와 존 리처드슨 | 제84회 |

## 스핀오프 영화
2013년 9월 12일, 워너 브라더스는 J. K. 롤링의 책 《신비한 동물 사전》에 등장하는 가상의 저자 뉴트 스카맨더의 모험을 다루는 《해리 포터》 시대로부터 70년 전의 1920년대로 설정 된 영화 제작을 발표했다. 이 영화는 롤링의 시나리오 각본가로서 데뷔작의 첫 번째 영화로 계획 되었다. 롤링에 따르면, 워너 브라더스에 각본의 제안을 받은 후, 그녀는 12일 동안 스크립트의 초안을 썼다. 2014년 3월 29일, 《뉴욕 타임스》에서는 3부작으로 뉴욕을 배경으로 이야기가 시작 된다고 보도 되었다. 2014년 5월 13일, 워너 브라더스는 《신비한 동물 사전》이 2016년 11월 18일에 개봉 된다고 발표했다.

## 2차 창작
2018년 1월 13일, 트라이앵글 필름에서 제작한 호그와트 졸업 후의 볼드모트에 대해 다룬 비공식 팬무비 볼드모트: 후계자의 기원이 유튜브에 공개되었다.

## 같이 보기
- 해리 포터 (책 시리즈)
- 호그와트
- 해리 포터 관련 관광지